# Dactylispa viatoris
Dactylispa viatoris es una especie de insecto coleóptero de la familia Chrysomelidae.
Fue descrita científicamente en 1934 por Uhmann.